# Deutsche Schwimmmeisterschaften 1964
Die 76. Deutschen Meisterschaften im Schwimmen fanden vom 13. bis 16. August 1964 in West-Berlin statt und wurden im Olympia-Schwimmstadion ausgetragen.
| Disziplin       | Männer                | Männer                  | Männer               | Frauen               | Frauen                  | Frauen               |
| Disziplin       | Name                  | Verein                  | Zeit                 | Name                 | Verein                  | Zeit                 |
| --------------- | --------------------- | ----------------------- | -------------------- | -------------------- | ----------------------- | -------------------- |
| 100 m Kraul     | Hans-Joachim Klein    | DSW 1912 Darmstadt      | 00:55,3              | Traudi Beierlein     | DSW 1912 Darmstadt      | 01:04,1              |
| 400 m Kraul     | Gerhard Hetz          | SV Hof                  | 04:24,5              | Margit Hettling      | S.V. Weser Bremen       | 05:00,4              |
| 1500 m Kraul    | Gerhard Hetz          | SV Hof                  | 18:03,0              | nicht ausgetragen    | nicht ausgetragen       | nicht ausgetragen    |
| 200 m Brust     | Joachim Roos          | Wasserfreunde Wuppertal | 02:36,9              | Martha Hoffmann      | Wasserfreunde Wuppertal | 02:48,8 (DSV-Rekord) |
| 100 m Rücken    | nicht ausgetragen     | nicht ausgetragen       | nicht ausgetragen    | Helga Schmidt-Neuber | TSV 1846 Mannheim       | 01:12,0              |
| 200 m Rücken    | Ernst-Joachim Küppers | Waspo Nordhorn          | 02:14,8 ER           | nicht ausgetragen    | nicht ausgetragen       | nicht ausgetragen    |
| 100 m Delphin   | nicht ausgetragen     | nicht ausgetragen       | nicht ausgetragen    | Heike Hustede        | VfL Osnabrück           | 01:09,9              |
| 200 m Delphin   | Hermann Lotter        | Wasserfreunde München   | 02:15,1              | nicht ausgetragen    | nicht ausgetragen       | nicht ausgetragen    |
| 400 m Lagen     | Gerhard Hetz          | SV Hof                  | 05:08,5              | Jutta Olbrisch       | BSC 85 Bremen           | 05:38,5              |
| 4 × 100 m Kraul | DSW 1912 Darmstadt    | DSW 1912 Darmstadt      | 03:53,1              | SV Nikar Heidelberg  | SV Nikar Heidelberg     | 04:33,0 (DSV-Rekord) |
| 4 × 200 m Kraul | DSW 1912 Darmstadt    | DSW 1912 Darmstadt      | 08:46,6 (DSV-Rekord) | nicht ausgetragen    | nicht ausgetragen       | nicht ausgetragen    |
| 4 × 100 m Lagen | DSW 1912 Darmstadt    | DSW 1912 Darmstadt      | 04:16,7 NR           | SV Nikar Heidelberg  | SV Nikar Heidelberg     | 04:59,8 (DSV-Rekord) |